# Интерлига у бејзболу
Интерлига је регионална бејзбол лига, која је основана 1998. године. Најтрофејнији клуб је Олимпија Карловац са седам освојених титула. Након две године паузе, лига се поново почела играти у 2022. години, у једној групи од 6 тимова из Србије, Хрватске, Мађарске, Словачке. 

## Клубови у сезони 2023.
| Екипа     | Место      | Позиција |
| --------- | ---------- | -------- |
| Аполо     | Братислава | 3.       |
| Нови Сад  | Нови Сад   | —        |
| Ерд       | Ерд        | 6.       |
| Ред Вулфс | Будимпешта | 2.       |

## Списак победника
- 1998.  Олимпија Карловац
- 1999.  Олимпија Карловац
- 2000.  Крањски Лисјаки
- 2001.  Слипволкерси Будимпешта
- 2002.  Ентси Кањижа
- 2003.  Загреб
- 2004.  Загреб
- 2005.  Нада Сплит
- 2006.  Олимпија Карловац
- 2007.  Олимпија Карловац
- 2008.  Загреб
- 2009.  Виндија Вараждин
- 2010.  Нада Сплит
- 2011.  Загреб
- 2012.  Ејнџелси Трнава
- 2013.  Олимпија Карловац
- 2014.  Олимпија Карловац
- 2015.  Нада Сплит
- 2016.  Нада Сплит
- 2017.  Нада Сплит
- 2018.  Олимпија Карловац
- 2019.  Аполо Братислава
- 2020—2021. Није одржано због пандемије ковида 19
- 2022.  Нада Сплит
- 2023.  Аполо Братислава